# Ariranha (São Paulo)
Ariranha es un municipio brasileño del estado de São Paulo. Se localiza a una latitud 21º11'16" sur y a una longitud 48º47'13" oeste, estando a una altitud de 595 metros. La ciudad tiene una población de 8.547 habitantes (IBGE/2010). Ariranha pertenece a la Microrregión de Catanduva.

## Geografía

### Demografía
Datos del Censo - 2010
Población total: 8.547
- Urbana: 8.094
- Rural: 453
- Hombres: 4.366[6]
- Mujeres: 4.181

Densidad demográfica (hab./km²): 64,19
Mortalidad infantil hasta 1 año (por mil): 14,11
Expectativa de vida (años): 72,18
Tasa de fertilidad (hijos por mujer): 2,37
Tasa de alfabetización: 88,59%
Índice de Desarrollo Humano (IDH-M): 0,769
- IDH-M Salario: 0,678
- IDH-M Longevidad: 0,786
- IDH-M Educación: 0,843

(Fuente: IPEAFecha)

### Hidrografía
- Río de la Onça

A través de la Ley 7.663/91, el Estado de São Paulo fue dividido en 22 cuencas hidrográficas, denominadas como Unidad de Gestión de Recursos Hídricos -UGRHI.
El municipio de Ariranha forma parte físicamente de la Cuenca Hidrográfica de los Ríos Turvo y Gran UGRHI 15. Esta, por su vez, está dividida en 12 subcuencas.

### Carreteras
- SP-310
- SP-323

## Administración
- Prefecto: (2009/2012)
- Viceprefecto: José Aparecido Sabbion
- Presidente de la cámara: Fausto Júnior Stopa (2009/2010)